# Eduardo Leavy
Eduardo Luis Leavy o más conocido como "Chanchín" (San José de Metán, ¿1961?), es un político argentino que supo desempeñarse como intendente interino de la Ciudad de Tartagal y como Vicepresidente de la Cámara de Diputados de la Provincia de Salta.

## Vida personal
Eduardo Leavy es hijo de Eduardo Luis Leavy padre, odontólogo y Nelly Martínez, una profesora de cocina. Tiene tres hermanos, entre ellos, Sergio Leavy, exintendente de Tartagal y actual senador nacional. Su familia era de San José de Metán.
Alrededor de 1988 se instala en Tartagal junto a su hermano Sergio.

## Carrera política
Es miembro del Partido de la Victoria, partido que preside en Salta, Sergio Leavy.
Entre 2007 y 2009 estuvo al frente de la coordinación general de la Municipalidad de Tartagal.
En el año 2009 es elegido como diputado provincial por el Departamento General José de San Martín con el 43.7 por ciento de los votos. En el periodo 2011-2013 fue elegido por los demás diputados como vicepresidente segundo de la cámara de diputados provincial.
Reeligió en su cargo durante el año 2013, siendo el candidato a diputado más votado superando a Scavuzzo del PJ y a Martinich del PRS.
El 24 de noviembre de 2013 es elegido por sus pares como Vicepresidente primero de la Cámara de Diputados de la Provincia de Salta, acompañando al presidente reelecto Manuel Santiago Godoy. Cargo que mantendría por un periodo de cuatro años.
En 2017 buscaría llegar al Concejo Deliberante de Tartagal, dejando luego de ocho años su trabajo en la cámara de diputados. En las elecciones PASO obtendría la mayor cantidad de votos en la categoría con un total de 7.444 votos superando al candidato de la Unión Cívica Radical. En las elecciones generales incrementaría su caudal de votos llegando a 9.253, los que le permitieron obtener un total de cinco bancas para el espacio. Con esos resultados Eduardo Leavy llegaría a ser elegido concejal de Tartagal.
Fue elegido por sus pares como Presidente del Concejo Deliberante y cuando su hermano oficializó su renuncia al frente de la intendencia, asumió como Intendente interino para completar el mandato hasta el 2019.
Durante su gestión al frente de Tartagal se concluyó la construcción del Centro Deportivo de Usos Múltiples en el Complejo Municipal, para el desarrollo de actividades deportivas y culturales para la comunidad.
Eduardo buscaría ser elegido como Intendente de Tartagal para el periodo 2019-2023 dentro de las filas del Partido de la Victoria, acompañando la candidatura a gobernador de  Sergio Leavy. En las elecciones PASO sería el candidato más votado con un total de 13.687 votos que representaban el 38,49% de los votos válidos, superando al diputado radical Mario Mimessi. En las elecciones generales Leavy no podría obtener una victoria contra el candidato radical ya que este sacaría un total de 15.946 votos contra los 14.667 de Eduardo.
En 1994 funda y empieza a presidir una organización civil nacional que defiende a los consumidores, a los usuarios y a todos los ciudadanos.

## Actualidad
Luego de perder las elecciones a intendente, Eduardo sería nombrado como asesor administrativo honorem de la senadora Nora Giménez .Tras ello fue miembro del Concejo Deliberante de la Ciudad de Salta entre diciembre de 2015 y diciembre de 2019, elegido dentro de las filas del justicialismo.